# Alconeura rossi
Alconeura rossi är en insektsart som beskrevs av Ruppel och Delong 1954. Alconeura rossi ingår i släktet Alconeura och familjen dvärgstritar. Inga underarter finns listade i Catalogue of Life.